# Sem Limite (álbum de Santamaria)
Sem Limite… é o segundo álbum de estúdio da banda portuguesa Santamaria.Contém 13 faixas, sendo 3 remisturas e uma uma versão. Foi lançado em 28 de Abril de 1999 pela editora Vidisco, com a produção a cargo de Tony Lemos e Luís Marante. Foi o álbum português mais vendido no país, em 1999. Com mais de 120 mil cópias vendidas, o disco alcançou a certificação de tripla platina.
De notar que "Happy maravilha" já tinha sido lançado no álbum anterior, Eu Sei, Tu És..., mas esta versão contém a participação da cantora dinamarquesa Whigfield, num dueto em português e em inglês.
Deste trabalho, 3 temas ("Tudo p'ra te amar", "Quero-te mais" e "Falésia do amor") seriam escolhidos para integrar as duas primeiras compilações da banda: Boogie Woogie, lançada em 2003, e Hit Singles, lançada em 2006, ambas pela Vidisco.
Para o primeiro álbum ao vivo da banda 10 Anos - Ao Vivo, lançado em 2008 pela Espacial, foram escolhidos deste trabalho 2 temas: "Quero-te mais" e "Falésia do amor".

## Faixas
1. "Tudo p'ra te amar" (Rui Batista / Filipa Lemos)
2. "Sem oásis para amar"
3. "Quero-te mais" (Rui Batista / Filipa Lemos)
4. "Não sei como saber"
5. "Falésia do amor" (Rui Batista / Filipa Lemos)
6. "Happy maravilha" com Whigfield
7. "Côr d'amnésia"
8. "Meu lugar, meu mundo"
9. "Já não!… já não posso mais"
10. "Incrivelmente apaixonante"
11. "Tudo p'ra te amar" (Power Remix)
12. "Tudo p'ra te amar" (Summer Club Mix)
13. "Tudo p'ra te amar" (Jashook Mix)